# Klaus von Schubert
Klaus Wilhelm von Schubert (* 21. Februar 1941 in Heilbronn; † 14. Juni 1989 in Heidelberg) war ein deutscher Politikwissenschaftler. 

## Leben
Klaus von Schubert wurde als Sohn des Diplom-Landwirts Friedrich von Schubert (1883–1979) und dessen Frau Charlotte Julie, geb. Speidel (1906–2008), in Heilbronn geboren. Nach dem Studium der Politikwissenschaft, Neueren Geschichte und Politischen Soziologie in Freiburg, Hamburg, Münster und Aachen. 1969 wurde er bei Klaus Mehnert in Aachen mit einer Arbeit über Die innere Auseinandersetzung um die militärische und aussenpolitische Orientierung der Bundesrepublik 1950–1952 promoviert. Seit 1974 war er Professor für Politikwissenschaft an der Hochschule der Bundeswehr München. Von 1984 bis 1989 war er Leiter der Forschungsstätte der Evangelischen Studiengemeinschaft (FEST) in Heidelberg.

## Schriften (Auswahl)
- Wiederbewaffnung und Westintegration. Die innere Auseinandersetzung um die militärische und außenpolitische Orientierung der Bundesrepublik 1950–1952. Stuttgart 1972, ISBN 3-421-01533-3 (Zugl.: Aachen, Techn. Hochsch., Diss., 1969).
- mit Walter Windisch und Kurt Jung: Ansprachen des Herrn Parlamentarischen Staatssekretärs Dipl.-Ing. Jung, des Stellvertreters des Generalinspekteurs der Bundeswehr Herrn Generalleutnant Windisch, des Herrn Professor Dr. Klaus von Schubert anlässlich des Ausscheidens von Professor Dr. Ralf Zoll aus dem Amt des Direktors des Sozialwissenschaftlichen Instituts der Bundeswehr in München am 31. Januar 1983. München 1983, OCLC 832499771.
- Von der Abschreckung zur gemeinsamen Sicherheit. Ausgewählte Aufsätze. Baden-Baden 1992, ISBN 3-7890-2740-5.

| Personendaten    | Personendaten               |
| ---------------- | --------------------------- |
| NAME             | Schubert, Klaus von         |
| ALTERNATIVNAMEN  | Schubert, Klaus Wilhelm von |
| KURZBESCHREIBUNG | deutscher Politologe        |
| GEBURTSDATUM     | 21. Februar 1941            |
| GEBURTSORT       | Heilbronn                   |
| STERBEDATUM      | 14. Juni 1989               |
| STERBEORT        | Heidelberg                  |